# 西村和子
西村 和子（にしむら かずこ、1948年〈昭和23年〉3月19日 - ）は、日本の俳人。
神奈川県横浜市生まれ。旧姓・是松。実践女子学園中学校・高等学校を経て、1970年に慶應義塾大学文学部国文学専攻を卒業。1966年、大学入学と同時に「慶大俳句」に入会し、清崎敏郎に師事。翌年より清崎主宰の「若葉」に投句。1972年、「若葉」の20代作家による会「青胡桃会」発足、参加。このころに結婚、のち二児を出産。1981年、「若葉」同人。1996年、「慶大俳句」からの句友である行方克巳とともに「知音」を創刊、行方とともに代表を務める。俳人協会新人賞、俳人協会評論賞、俳人協会賞、桂信子賞などを受賞。1977年より俳人協会会員（理事）。2008年より、岡本眸に代わり毎日俳壇選者。

## 受賞一覧
- 1981年 - 「若葉」艸魚賞（新人賞）
- 1984年 - 第7回俳人協会新人賞（句集『夏帽子』）
- 1993年 - 若葉賞
- 2004年 - 第19回俳人協会評論賞（『虚子の京都』）
- 2007年 - 第46回俳人協会賞（句集『心音』）
- 2010年 - 第3回桂信子賞
- 2016年 - 第8回小野市詩歌文学賞（句集『椅子ひとつ』）

## 著書
序数句集
- 夏帽子（牧羊社、1983年）
- 窓（牧羊社、1986年）
- かりそめならず（富士見書房、1993年）
- 心音（角川書店、2006年）
- 鎮魂（角川学芸出版、2010年）
- 椅子ひとつ（角川学芸出版、2015年）

選句集など
- セレクション俳人 西村和子集（邑書林、2004年）
- 季題別西村和子句集（ふらんす堂、2012年）

随筆・評論・入門書など
- 春秋譜（蝸牛社、1999年）
- 虚子の京都（角川学芸出版、2004年）
- 添削で俳句入門（日本放送出版協会、2006年）
- 季語で読む源氏物語（飯塚書店、2007年）
- 俳句のすすめ（角川学芸出版、2008年）
- 季語で読む枕草子（飯塚書店、2012年）
- 気がつけば俳句（角川学芸出版、2011年）
- NHK俳句 子どもを詠う（NHK出版、2011年）

共著
- 名句鑑賞読本（角川書店、1997年）行方克巳との共著
- 名句鑑賞読本 藍の巻（角川学芸出版、2005年）同上
- 名句鑑賞読本 茜の巻（角川学芸出版、2005年）同上
- 秀句散策（ふらんす堂、2007年）同上

共編著
- 季題別清崎敏郎集（ふらんす堂、2000年）
- 読んでわかる俳句 日本の歳時記（全4巻、小学館、2014年）

## メディア出演
- バイキング「坂上忍の東京下町ミステリー」（フジテレビ、2016年7月）[3][4]
- 「NHK俳句」(ETV、2020年度第3週選者)